# Funaná
 (février 2025).

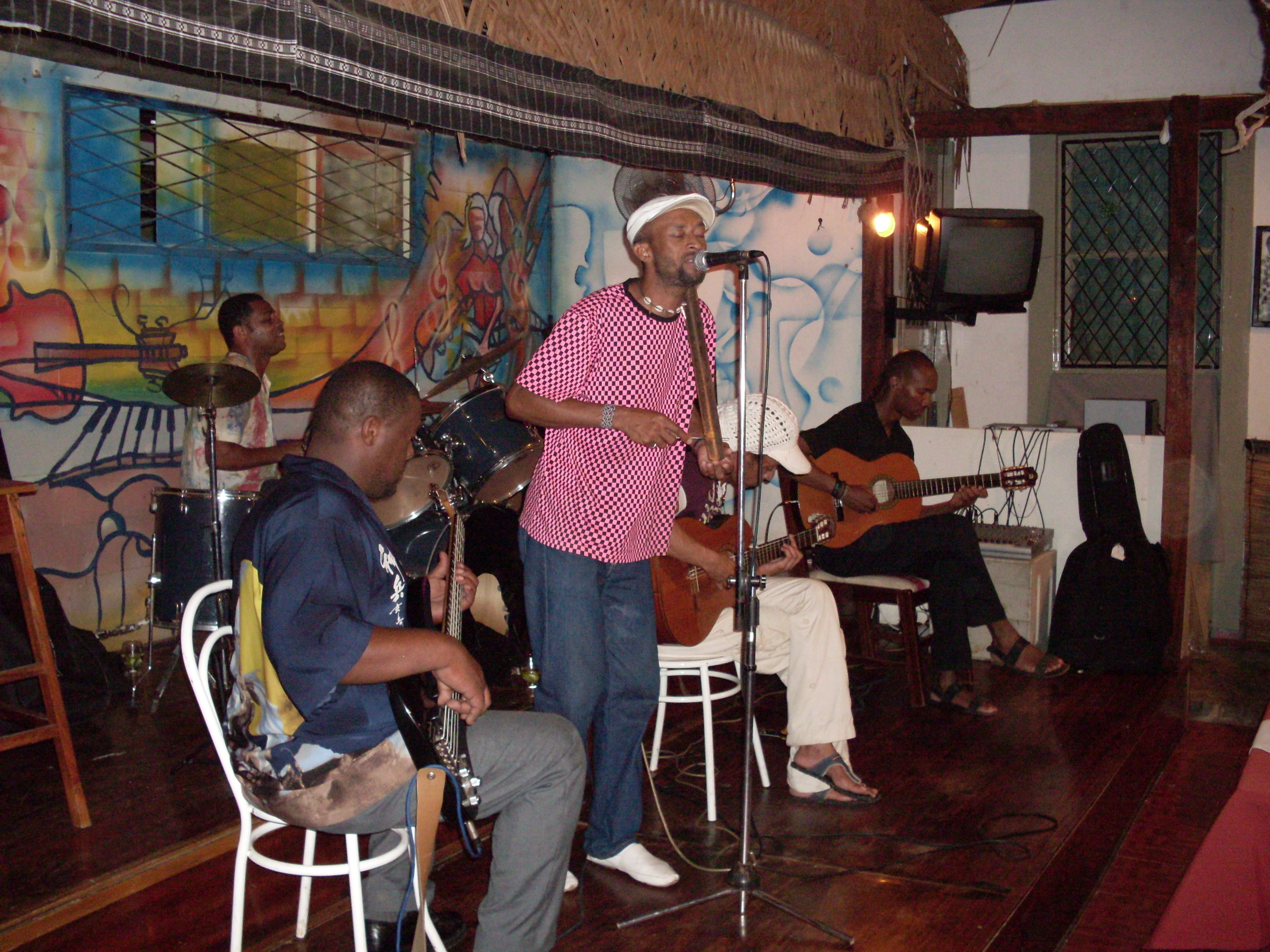
Le chanteur Bino Branco, de l'orchestre Ferro Gaita, jouant avec le musicien Vadú.

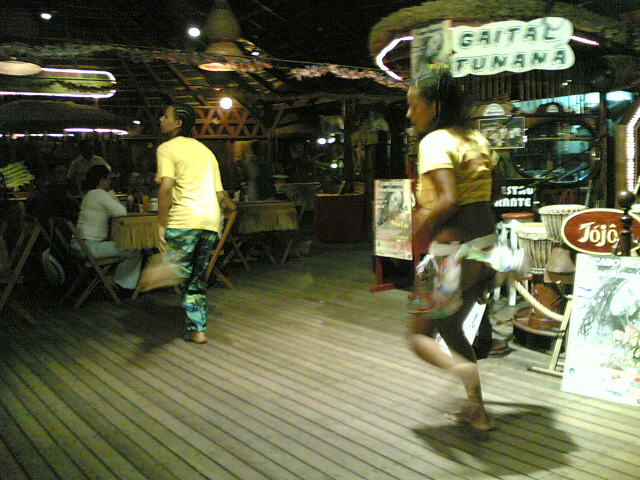
Danseuses funaná.

Le funaná est un genre musical et une danse traditionnelle du Cap-Vert. Il s'agit d’une musique jouée surtout avec un accordéon et un ferrinho. Le rythme du funana est rapide. Le funana peut se danser à deux ou tout seul.

## Histoire
Durant les années 1960 jusqu'à l'indépendance du Cap-Vert, cette musique et cette danse ont été interdites publiquement. Les paroles étaient considérées comme dérangeantes car elles prônaient des valeurs de Justice et de Liberté. L'État se sert par ailleurs de Église pour maintenir le très pieux peuple cap-verdien dans le mensonge. En effet, les ecclésiastiques déclamaient dans les rues et dans les lieux de cultes que cette musique était satanique et qu'elle était anti-biblique. Donc, à partir de là, des bals Funana s'organisent de manière clandestine. Par ailleurs, le chanteur du groupe Bulimundo, est menacé d'emprisonnement et doit quitter le pays pour aller au Portugal et en France.

## Exemples
- Funaná kaminhu di férru

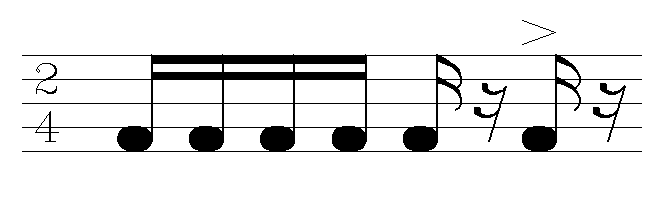
Modèle rythmique de funaná kaminhu di ferru, ± 150 BPM.

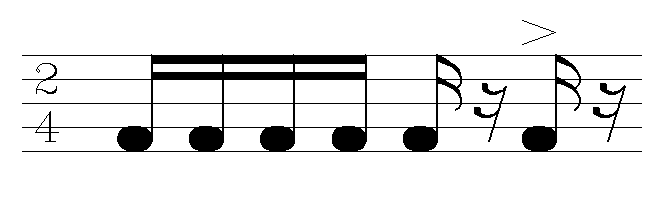
Modèle rythmique de funaná maxixi, ± 120 BPM.

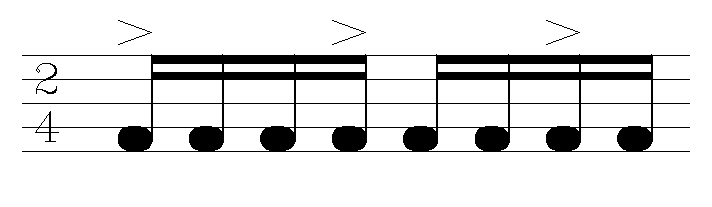
Modèle rythmique de funaná samba, ± 96 BPM..

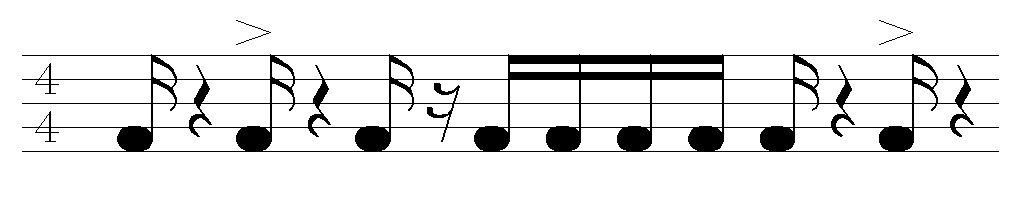
Modèle rythmique de funaná lente, ± 92 BPM..

  - Djonsinho Cabral, traditionnelle
Interprété par Os Tubarões (pt) dans l'album Djonsinho Cabral (ed. Os Tubarões, Ref. T-003 — 1978)
  - Sant’ Antoni la Belêm, traditionnelle
Interprété par Bulimundo (pt) dans l'album Batuco (ed. Black Power Records, Rotterdam, Ref. Lp 2233 — 1981)
  - Si manera de Zeca di Nha Reinalda
Interprété par Finaçon dans l'album Funaná (ed. Mélodie, Paris — 1990)
  - Matrialistas de Kino Cabral
Interprété par Kino Cabral dans l'album ? (ed. Kino Cabral, ? — 1992)
  - Moças di Mangui d'Eduíno (pt), Chando Graciosa et {Bitori Nha Bibinha
Interprété par Ferro Gaita (pt) dans l'album Fundu Baxu (Ed. ?, ? — 1997)
- Funaná maxixi
  - Canta cu alma sem ser magoado de Pedro Rodrigues
Interprété par Bana dans l'album Bana (ed. Discos Monte Cara, — 19??)
  - Pomba de Codé di Dona (pt)
Interprété par Codé di Dona dans l'album Codé di Dona (ed. Globe Music, ? — 1997)
  - Nôs cultura d'Eduíno
Interprété par Ferro Gaita dans l'album Bandêra Liberdadi (ed. ?, ? — 2003)
  - Puxim Semedo de Kaká di Lina et Eduíno
Interprété par Eduíno e Petcha dans l'album Terra Terra Vol. 1 (ed. ?, ? — 2007)
- Funaná samba
  - Djentis d’ aságua de Zezé di Nha Reinalda
Interprété par Zezé di Nha Reinalda dans l'album Djentis d’ aságua (ed. ICL, Praia — 198?)
  - Fomi 47 de Codé di Dona
Interprété par Finaçon dans l'album Rabecindadi (Ed. ?, Lissabon — 1987)
  - Codjeta de Kaká Barbosa (pt)
Interprété par Simentera dans l'album Raiz (Ed. Mélodie, Paris — 1992)
- Slow funaná
  - Sema Lopi de Sema Lopi
Interprété par Bulimundo dans l'album Bulimundo (Ed. Black Power Records, Rotterdam, Ref. L.P. 1943 — 1980; Reed. Sons d’África, Lisbon — 2005)
  - Pombinha Mansa de ? 
Interprété par Bulimundo dans l'album Batuco (Ed. Black Power Records, Rotterdam, Ref. Lp 2233 — 1981)
  - Kortel di rabidanti de Kaká Barbosa
Interprété par Zeca et Zezé di Nha Reinalda dans l'album Konbersu’l tristi, korbu nha xintidu (Ed. ?, Lisbon — 1983)
  - Li qu’ ê nha tchon de Pedro Rodrigues
Interprété par Os Tubarões dans l'album Bote, broce e linha (Ed. ?, ? — 1990)
  - Saudade do Casel, traditionnelle
Interprété par João Sebastião Fauvinho dans l'album Vinho, cerveja e salsicha (Ed. Trados — 2014)